# Oxyamerus latirostris
Oxyamerus latirostris är en kvalsterart som beskrevs av Balogh 1968. Oxyamerus latirostris ingår i släktet Oxyamerus och familjen Oxyameridae. Inga underarter finns listade i Catalogue of Life.